# Opekotina
Opekotina (lat. combustio) je vrsta hipertermičke povrede koja može nastati dejstvom električne struje, hemikalija, suve toplote, vrele tečnosti i gasa, zračenja ili trenja. Opekotina može biti različite veličine, u zavisnosti od zahvaćene površine tela, različite težine, u zavisnosti od stepena oštećenja tkiva i sa različitim komplikacijama. Oštećenja (u odnosu na površinu tela) mišića, kosti, krvnih sudova i unutrašnjih organa, nastaju kod dubokih opekotina i praćena su jakim bolom zbog povreda živaca. Zavisno o stepenu oštećenja opekotine mogu pratiti brojne potencijalno smrtonosne komplikacije, uključujući šok, infekcije, poremećaj metabolizma elektrolita i poremećaj disanja (kod udahnutih vrelih gasova i para). Brojna fizička oštećenja na površini tela, kao komplikacija opekotina, mogu izazvati ozbiljne psihološke i emocionalne probleme u opečene osobe zbog ožiljaka i deformacija. Generalno je prihvaćen stav da opekotine koje su zahvatile više od 1% površine tela zahtevaju hiruršku obradu i dalje lečenje od strane lekara.

## Istorijat
- Prve pisane tragove o opekotinama i nekim od načina njihovog lečenja nalazimo na pećinskim slikama starim više od 3.500 godina.[3]
- U Egipatskom Smitovom papirusu iz 1500. p. n. e. opisan je način lečenja opekotina primenom obloga od meda i melem od smole.[3]
- Tokom vekova korišćeni su i mnogi drugi načini lečenja, uključujući upotrebu listova čaja, u Kini o čemu postoje dokumenti iz 600. godine p. n. e.
- Hipokrat je koristio svinjsku mast i sirće, o čemu postoje zapisi iz 400. godine p. n. e, a Celzus vino i miro 100. godine n.e.[3]
- Francuski berberin-hirurg, anatom, inovator, jedan od pionira hirurgije, koji je do svoje trinaeste godine bio nepismen i kome su kasnije zabranjivane i spaljivane knjige, Ambroaz Pare, prvi je u 16. veku opisao i razvrstao opekotine prema stepenima težine,[3][4]
- Prva bolnica za lečenje opekotina osnovana je 1843. godine u Londonu, Engleska. Razvoj modernog zbrinjavanja opekotina počeo je krajem 19. i početkom 20. veka.[3][4]
- Za vreme trajanja Prvog svetskog rata, Henri D. Dejkin i Aleksis Karel razvili su standarde za čišćenje i dezinfekciju opekotina i rana, korišćenjem rastvora natrijum hipohlorita, čime je smrtnost znatno smanjena.[3]
- Tokom četrdesetih godina 20. veka, ustanovljen je značaj blagovremenog debridmana i presađivanja kože, a otprilike u isto vreme razvijen je i postupak nadoknada tečnosti i formule na osnovu kojih se to radi.[3]
- Sedamdesetih godina 20. veka istraživači su dokazali značaj hipermetaboličkog stanja do koga dolazi nakon obimnih opekotina.[3]

## Epidemiologija
- no data
- < 50
- 50-100
- 100-150
- 150-200
- 200-250
- 250-300
- 300-350
- 350-400
- 400-450
- 450-500
- 500-600
- > 600

Na globalnom nivou opekotina je jedna od najčešćih termičkih povreda;. Gotovo da nema osobe koja se kao dete, ali i kasnije, nije opekla na vrelu ringlu šporeta, prosula po sebi vrelo mleko ili kafu i zadobila opekotine; 
- U Sjedinjenim Američkim Državama, oko 2 miliona ljudi se opeče svake godine. Za oko 100.000 opečenih potrebno je bolničko lečenje, a oko 5.000 slučajeva završava se smrtnim ishodom.
- Godine 1997. u Rusiji opekotine su zabeležene kod 507.600 ljudi.[6]
- Od opekotina najviše stradaju deca i stariji ljudi. Oko 20% opekotina javlja se kod dece mlađe od pet godina, a većina nastaje prolivanjem vrele tečnosti.[2]
- Oko 60% opekotina javlja se kod osoba između 18 i 64 godina starosti. Od tog broja oko 10% opekotina javlja se u starijih odraslih osoba, i uglavnom vrelom hranom ili vrelom tečnošću.
- Muškarci dva put češće zadobijaju opekotine (70%) u odnosu na žene (30%).[2]
- Oko 67% opekotina nastaje kod kuće, najčešće kod male dece zbog nepažnje roditelja, a kod odraslih u toku rada u kuhinji, za vreme spavanja, pod uticajem alkohola, droge i kod drugih asocijalnih stanja.
- Veliki broj opekotina nastaje na radu. Učestalost opekotina u industrijskim regijama Ukrajine je; Donetska oblast - 26,4; Zaporožska - 24,3, Luganska - 24,1 na 10 hiljada stanovnika,[6] a u Sjedinjenim Američkim Državama 8% svih opekotina nastaje u toku rada.
- U Francuskoj, prema DHOS, u 2005. bilo je oko 400.000 slučajeva opekotina koje su zahtevale medicinsku pomoć;[7]
  - 10.000 opečenih lečeno je bolnički.
  - 3.670 lečeno je u specijalizovanim ustanovama za lečenje opekotina.
  - Godišnji broj smrtnih slučajeva uzrokovan opekotinama je oko 1.000.
  - 70% opekotina u odraslih nastao je nesrećnim slučajem.
- U svetu, prema izveštaju Svetske zdravstvene organizacije od posledica nastalih opekotinama godišnje umre oko više od 300.000 ljudi.[8] Ovaj broj je verovatno podcenjen, jer se većina nesreća u siromašnim zemljama u kojima ne postoji precizna statistika one ne evidentiraju.
- Kod opsežnih opekotina, javlja se i velika incidenca inhalacionih povreda pluća, koja se kreće do 33%, i visoka smrtnost od 20% do 84%.[9][10]
- U prospektivnoj studiji, Dejana Vulovića i Nenada Stepića, „Značaj pravilnog inicijalnog lečenja srednje teških i teških opekotina“, sprovedenoj u Srbiji, u Kliničkom centru “Kragujevac”, Odeljenju za plastičnu i rekonstruktivnu hirurgiju, Vojnomedicinskoj akademiji i Klinici za plastičnu hirurgiju i opekotine, Beograd, analizirano je 547 teških opekotina kod odraslih u periodu od osam godina (1997−2004), kod bolnički lečenih opekotina;[11]

## Vrste opekotina
Termička povreda se javlja kao rezultat prenosa energije od izvora toplote do tela i zato se na osnovu izvora energije, anatomskog nivoa povrede ili gradacije opekotine u stepenima (I, IIa, IIb, III) u medicinskoj i drugoj literaturi koriste različita razvrstavanja opekotina. Sve te podele biće prikazane u nastavku teksta.

### Termičke opekotine
Termičke opekotine izaziva otvoreni plamen (vatra), para, kontakt sa vrućim predmetima, ili vrela tečnost. Ova vrsta opekotine npr vrućim tečnostima ima najveći udeo u strukturi svih opekotina kod dece i starijih osoba.
Karakteristike promena god termičkih opekotina zavise od: 
- Intenziteta zagrevanja tkiva; kod visokih temperatura (> +50 °C), kod niskih temperatura (> od -45 °C).
- Fizičkih karakteristika termičkih agenasa; čvrsti, tečni, gasoviti.
- Viskoziteta termičkog agensa
- Načina prenosa toplote; konvekcija, radijacija, isparavanje.
- Trajanja zagrevanja ill dužina izlaganja
- Karakteristika opečene kože i stanja njene zaštite; debljina slojeva kože, odeće i obuće i sl.
- Doba dana i vremenske prilike (kao metodološka pojava) u momentu nastanka opekotine; sunce, sneg, kiša, vetar.

Uzroci i osnovne karakteristike termičkih opekotina
| Uzroci                                         | Karakteristike |
| ---------------------------------------------- | --- |
| Plamen                                         | - Površina zahvaćena plamenom je velika, uglavnom do dubine II stepena. - Kod ovih opekotina nije lako ukloniti ostatke izgorele odeće a tkanina koja ostaje u rani kasnije služi kao osnova za razvoj infekcije. - Plamen može uticati na oštećenje čula vida ali i gornjih disajnih puteva. |
| Tečnost                                        | - Površina zahvaćena vrelom tečnošću obično je manja, ali relativno duboka, uglavnom između II i III stepena. |
| Para                                           | - Površina tela zahvaćena parom je najčešće velika, ali je opekotina relativno plitka. - Vrlo često praćena je opekotinama disajnih puteva i očiju. |
| Kontakt sa predmetima i viskoznim materijalima | - Ove opekotine nastaju kao rezultat kontakta sa kožom toplih predmeta (vruć čvrsti metal, tekući metal, kamen itd.). - Javljaju se u 10% svih opekotina. - Najčešće su male veličine, dubine do IV stepena. - U patogenezi ovih opekotina je koagulacija proteina, ne samo kože nego i potpornog tkiva, vaskularna tromboza (koju prati ishemija), što dovodi do dubokenekroze tkiva. - Opekotine mogu nastati i u kontaktu sa pregrejanim mastima, uljima, viskoznim zapaljivim materijama (plastika, smole, katran ili asfalt). Ove opekotine su obično u obliku mrlja, male dubine (obično II-III stepena) na manjem prostoru (jer se ove materije zbog svog viskoziteta ne razlivaju po površini kože i ne apsorbuju kroz kožu), ali se čvrsto drže za spaljenu kožu i teže uklanjaju. |

### Električne opekotine
Električne opekotina nastaju direktnim kontaktom sa izvorima električne energije ili grmljavinom.
Ove opekotine karakteriše tačke na telu na kojima je elektricitet ušao i izašao iz tela. Ove opekotine karakteriše prisustvo nekoliko malih opečenih područja ali sa velika dubinom. Posebna opasnost kod ovih opekotina je ako elektricitet na svom putu kroz telo prolazi kroz područje srca.
Broj električnih opekotina je u stalnom porastu sa povećanjem broja izvora električne energije, vezanih za razvoj naučnog i tehnološkog napretka u svetu. Svakako ona povećava udobnost života, ali u isto vreme, stvara veliki rizik za nastanak povreda i opekotina. Na električne opekotine otpada do 8% od svih opekotina. Električna opekotina često je uzrok invalidnosti, a u nekim slučajevima i smrti, što ih svrstava na jedno od prvih mesta po opasnosti.
Električna energija se deli na niske (iz izvora sa naponom do 1.000 V), i visoke (iz izvora sa naponom većim od 1.000 V) napone. Opekotine izazvane visokim naponom češće nastaju na radnom mestu i generalno su opasnije, jer nastaju u kombinaciji sa mehaničkih povredama i opekotinama izazvanim paljenjem odeće i okolnih predmeta.
Visoki napon se prostire kroz telo najkraćim putem, što dovodi do težih oštećenja tkiva i organa. Ove povrede su kombinacija oštećenja, sa masivnom nekrozom mišića i unutrašnjih organa. Električna struja prolazi kroz strukture nervnog sistema, što remeti njegove funkcije, i ponekad je praćen gubitkom svesti različitog trajanja sa pratećom retrogradnom amnezijom, konvulzijama, vrtoglavicom, glavoboljom. U nekim slučajevima, javljaju se znaci povećanog intrakranijalnog pritiska (fotofobija, kočenje vrata, epileptiformni napadi, itd).

### Hemijske opekotine
Hemijske opekotine uzrokuje kontakt tela sa kućnim ili industrijskim hemikalijama u tečnom, čvrstom ili gasovitom obliku. Prirodne namirnice kao što je ljuta paprika, („chili“) sadrži supstancu „capsicum“, koja nadražuje kožu i može izazvati osećaj paljenja ili žarenja identičan opekotinama.
Postoji pet faktora koji određuju obim oštećenja uzrokovan hemijskim agensom:
- Jačina hemikalije -koja zavisi od svojstva i kvaliteta hemikalije da stupi u hemijske reakcije sa tkivom u većem ili manjem intenzitetu,
- Koncentracije hemikalije
- Prekrivenosti tela odećom ili obućom,
- Trajanja kontakta sa hemikalijom,
- Hemijski broj – tj. broj molekula u supstanci.

Najčešće hemijski aktivne materije koje izazivaju hemijske opekotine
| Uzroci             | Карактеристике |
| ------------------ | --- |
| Kiseline           | - Opekotina kiselinama je relativno plitka, jer kiselina izaziva koagulaciju spoljnih slojeva kože ili sluzokože što sprečava njen dalji prodor u dubinu tkiva, i time manju dubinu opekotine. |
| Baze               | - Alkalni, uticaj baza na tkivo je znatno veći od kiselina one prodiru vrlo duboko, jer se ne stvara barijera od zgrušanih proteina, kao što je slučaj kod kiselina.                           |
| Soli teških metala | - Opečena površna teškim metalima, izgledom i kliničkom slikom oštećenja slična je onima kod opekotina kiselinom.                                                                              |

### Zračenjem izazvane opekotine
Zračenjem izazvane opekotine nastaju najčešće;sunčevom svetlošću, svetlošću u solarijumu, solux-lampama, X-zracima, ili u toku terapije zračenjem kod lečenja raka.
Klinička slika i težina radijacione opekotine zavisna je od:
- Vrste zračenja,
- Doze zračenja,
- Zdravstvenog stanja ozračene osobe.

Najčešći oblici zračenje i karakteristike opekotina
| Текст наслова       | Текст наслова |
| ------------------- | --- |
| Svetlost            | - Nastaju kao posledica delovanja sunčeve svetlosti u letnjim mesecima ili svetlosti veštačkih izvora svetlosti (koji se koristi u medicinske ili kozmetološke svrhe) - Dubina opekotina je uglavnom I, retko II stepena. - Opekotina može biti uzrokovan bilo kojim delom svetlosnog spektra. - Zavisno od talasne dužine svetla postoji i razlika između dubine prodiranja i u skladu s tim i težina povreda. |
| Jonizujuće zračenje | - Opekotine su u načelu plitke, ali njihovo lečenje je teško zbog povrede izazvane zračenjem i posledice zavise od zahvaćenih organa i tkiva. - Relativno je retka vrsta opekotina, koja se javlja tokom dugog ostajanja na površini kože radioaktivnih materija koje zrače α (alfa) i β (beta) čestice, ili kada se ispolji uticaj γ (gama) zračenja i neutronskog zračenja. - Neutronsko i gama zračenje utiče na sve slojeve kože i tkiva. Nasuprot tome, α (alfa) i β (beta) zračenje uglavnom utiče na kožu samo površinski. |

### Trenjem izazvane opekotine
Trenje uzrokovano kontaktom sa bilo kojom čvrstom površinom kao što su putevi, betonske staze, tepisi, podovi u sportskim halama ili domovima, stepeništa itd, može izazvati nastanak opekotina. One nastaju struganjem (abrazijom) koja se pretvara u toplotu koja spaljuje površinu sa kojom je u kontaktu. Opekotine izazvane trenjem najčešće su na koži kod sportista i dece zbog padova na sportskim terenima ili u kontaktu sa sportskim spravama. Motociklisti ili biciklisti takođe često zadobijaju i ovu vrstu povreda, ako ne nose zaštitnu odeću.

### Inhalacione povrede
Inhalacione povrede disajnih puteva i pluća nastaju kao rezultat udisanja toksičnih materija u gasovitom stanju kao i vrelog vazduha, aerosola i vodene pare. Oštećenja disajnih puteva i pluća nastaju najčešće zadesno, udisanjem dima, prilikom požara i često su udružene sa opekotinama kože, ali se mogu javiti i nezavisno od opekotina kože, i drugih organa. 
Karakteristike inhalacionih povreda zavise od mnogobrojnih činilaca koji uslovljavaju stepen povreda;
- Nehomogena distribucija i različita težina kod povređenih,
- Različite fizičko-hemijska osobine uzročnog agensa,
- Količina udahnutog dima, pare, aerosola,
- Postojanje prethodne bolesti povređenog, koje bi mogle smanjiti njegovu otpornost na povredu.

Smrt, kod ovih povreda, je posledica hemijskog oštećenja disajnih puteva i pluća i delovanja zapaljenjskih medijatora, koji pogađaju i druge velike organske sisteme. Tu spadaju, pre svega, otok pluća i akutni respiratorni distres sindrom, sepsa i mnogostruke organske disfunkcije. U toku požara, oslobađaju se mnogobrojne otrovne materije, među kojima se posebno ističu; ugljen-monoksid (CO), vodonik-cijanid, vodonik-hlorid, amonijak, aldehidi, azot-dioksid, fozgen, akrolein i druge.

## Znaci i simptomi
Karakteristike opekotine zavise od njene dubine. Površinske opekotine izazivaju bolove koji mogu da potraju dva do tri dana, posle čega dolazi do ljušćenja kože tokom narednih nekoliko dana. Pacijenti koji zadobiju ozbiljne opekotine obično se više žale na nelagodnost ili na osećaj pritiska nego na bol. Kod opekotina trećeg stepena pacijenti uopšte ne moraju da osete lagani dodir ili ubod na opekotini. Dok su površinske opekotine uglavnom crvene boje, ozbiljne opekotine mogu biti roze, bele ili crne. Ako se opekotine pojave na ustima ili dođe do osmuđenja dlačica u nosu, to može značiti da su opečeni disajni putevi, ali ovo nije pouzdana tvrdnja.
| Tip                                                                     | Uključeni su slojevi                                         | Izgled                                                            | Građa                 | Osećanje               | Trajanje lečenja               | Prognoza | Primer                                                                         |
| ----------------------------------------------------------------------- | ------------------------------------------------------------ | ----------------------------------------------------------------- | --------------------- | ---------------------- | ------------------------------ | --- | ------------------------------------------------------------------------------ |
| Površinski (prvi stepen)                                                | Epiderm                                                      | Crvenilo bez plikova                                              | Suva                  | bolna opekotina        | 5-10 dana                      | Lečenje dobro napreduje; Ponovljene opekotine od sunca, kasnije tokom života povećavaju rizik od nastanka raka kože | Opekotine od sunca uglavnom spadaju u opekotine prvog stepena.                 |
| Površinske opekotine koje su delimično zahvatile i tkivo (drugi stepen) | Šire se po površinskom (papilarnom) delu derma               | Crvenilo sa čistim plikom. Bledi tragovi na pritisak.             | Vlažnost              | Veoma bolno            | manje od 2–3 nedelje           | Lokalna infekcija/celulitis ali uglavnom bez ožiljaka                                                               | Opekotine drugog stepena na palcu                                              |
| Delimične opekotine dubokog tkiva (drugi stepen)                        | Šire se duboko u (retikularni) derm                          | Žuta ili bela boja. Sa manje bledila. Mogu se pojaviti i plikovi. | Veoma suvo            | Pritisak i nelagodnost | 3–8 nedelja                    | Nastanak ožiljaka, zgrčenost mišića (može biiti potrebno isecanje presađivanje kože)                                | Opekotina drugog stepena nastala kontaktom kože sa ključalom vodom             |
| Najdublje opekotine (treći stepen)                                      | Šire se kroz ceo derm                                        | Rana je ukrućena i belo-mrke boje Bez bledila                     | Poput uštavljene kože | Odsustvo bola          | Produženo (meseci) i nepotpuno | Nastanak ožiljaka, zgrčenost mišića, amputacija (preporučuje se rano isecanje)                                      | Opekotina trećeg stepena stara osam dana, nastala od vrelog auspuha motocikla. |
| Opekotina četvrtog stepena                                              | Širi se kroz celu kožu, ulazi u potkožno tkivo, mišić i kost | Crne boje; ugljenisano uz nastanak mrtvog tkiva                   | suvo                  | bez bola               | zahteva isecanje               | Amputacija, značajno funkcionalno oštećenje, a u nekim slučajevima i smrt.                                          | опекотина 4. степена                                                           |

## Klasifikacija
Klasifikacija opekotina vrši se na osnovu dubine oštećenja i vrste oštećenja tkiva i manifestuju se različitim kliničkim oblicima, koji mogu prelaziti iz jednog u drugi. 
| Lake opekotine                        | Srednje teške opekotine                | Teške opekotine |
| I stepen                              | II stepena 10−20% UPT kod odraslih     | II stepena > 20% UPT kod odraslih |
| II stepena < 10% UPT kod odraslih     | II stepena 5−10% UPT kod dece i starih | II stepena > 10% UPT kod dece i starih |
| II stepena < 5% UPT kod dece i starih | III stepena 2−5% UPT                   | III stepena > 5% UPT opekotine funkcionalnih regija, električne opekotine, hemijske opekotine, radijacione opekotine, inhalaciona povreda, udružene povrede, opekotina kod osobe sa povećanim rizikom (hronične bolesti) |
| III stepena < 2% UPT                  | -                                      | - |

- Deca = mlađa od 10 godina; Odrasli = 10 do 50 godina; Stari = stariji od 50 godina
- UPT = ukupne površine tela

### Opekotine prvog stepena
Epidermalna opekotina - (lat. Combustio erythematosa) - zahvata samo epidermis kože. Karakteriše se pojavom crvenila, bolom u obliku pečenja i lakim otokom epiderma kože. Koža je na dodir bolna i topla, bez plikova i drugih oštećenja. Ako je zahvaćena veća površina tela opekotina može biti praćena i uvećanjem telesne temperature. Ove promene skoro redovno iščezavaju posle nekoliko sati (48-72), a najdalje za 5 do 10 dana, kada se oštećeni epidel preljušti i ne ostavljaju nikakve tragove (ožiljke) na koži.

### Opekotine drugog (ili IIa) stepena
Površna opekotina derma - (lat. Combustio bullosa) - zahvata ceo epiderm i gornju trećinu dermisa. Karakteriše se povećanom mikrovaskularnom permeabilnošću, intersticijalnim edemom i formiranjem bula. Zbog ogoljenosti nervnih završetaka opekotina je jako bolna. Imaju izgled opekotina prvog stepena, ali se kod nje na nekim delovima opečene površine razvijaju bule (mehurovi) ispunjeni bistrom i žućkastom tečnošću. Nakon 3 do 4 dana od povrede bule se smanjuju, a za 10 do 12 dana obično iščezavaju, bez ili sa minimalnim ožiljcima. Njihova brza epitelizacija nastaje iz kožnih adneksa (folikula dlaka, znojne žlezde...)
| Prvi stepen | Drugi stepen | Treći stepen | Četvrti stepen |
| ----------- | ------------ | ------------ | -------------- |
|             |              |              |                |

### Opekotine trećeg (ili IIb) stepena
Duboka opekotina derma - (lat. Combustio necrotica) - Karakteriše se koagulacionom nekrozom (izumiranjem) derma, pojedinih ili svih slojeva kože, a nekada i potkožnog i mišićnog tkiva. Nekroza može biti suva ili vlažna. Pri suvoj nekrozi, koža je čvrsta, suva, crna ili mrko-smeđe boje, sa jasno vidljivom granicom povrede najčešće bez stvaranja bula. Bolnost ovih opekotina je manja zbog uništenosti jednog dela završetaka nervnih ćelija. Kod vlažne nekroze koža je otečena, žućkaste boje, vlažna, neprijatnog mirisa, nekada pokrivena bulama (mehurima). Tkivo kod ovakvih opekotina ima izgled „kuvanog ili pečenog mesa“ i žućkaste je boje. Epitelizacija je veoma spora (od 3 nedelje i više) i nastaje samo iz dubokih proređenih kožnih adneksa, ostavljajući za sobom jake ožiljke u slučaju spontanog zarastanja.

### Opekotine četvrtog (ili III) stepena
Subfascijalna opekotina - (lat. Carbonisatio), - Karakteriše se potpunim ugljenisanjem tkiva. One se definišu i kao subfascijalne opekotine koje prate izražena oštećenja; mišića, tetiva, krvnih sudova, živaca, kostiju i zglobova, bez obzira na njihovu lokalizaciju. Specifičnost ovih opekotina, je brzi razvoj sekundarnih promena u tkivima usled subfascijalnog otoka, progresivne tromboze u krvnim sudovima i oštećenja funkcija unutrašnjih organa. Ove opekotine zahtevaju hitno hirurško lečenje, uz minimalni debridman (uklanjanje mrtvog tkiva) i pokrivanje kožnim transplantatima ili režnjevima.
| Klasifikacija XX Kongres hirurga Ukrajine (u 2002) | Klasifikacija XXVII Kongresa hirurga u SSSR (u 1960) |
| I stepen - Epidermalna opekotina                   | I stepen - Crvenilo kože II stepen - Formiranje bula |
| II stepen - Površna opekotina derma                | III stepen - Delimična nekroza kože                  |
| III stepen - Duboka opekotina derma                | IV Stepen - Potpuna nekroza kože                     |
| IV stepen - Subfascijalna opekotina                | IV stepen - Duboka nekroza kože i potkožnog tkiva    |

### Pravilo devetke
Određivanje površine tela zahvaćenog opekotinom jedna je od vodećih komponenti u proceni težine povrede, a mogućnost izračunavanja opečene površine je vrlo važna za lekare u raznim oblastima. Metode određivanja površine zahvaćene opekotinom standardizovana je u celom svetu i za tu namenu, lekari sveta, prihvatili su metodu; „pravilo devetke“ (A. Wallace, 1951) Površina tela podeljena je na segmente od kojih svaki sadrži oko devet posto ukupne površine tela;

| Opečeni deo tela         | Procenat opečene površine |
| Glava, vrat i lice       | 9%                        |
| Prednji deo grudnog koša | 9%                        |
| Zadnji deo grudnog koša  | 9%                        |
| Trbuh spreda             | 9%                        |
| Sedalni deo              | 9%                        |
| Obe natkolenice          | 18% (2x9%),               |
| Obe potkolenice          | 18% (2x9%),               |
| Obe ruke                 | 18% (2x9%)                |
| Perianalni predeo        | 1%                        |
| Šaka                     | 1%                        |

Kod male dece, glave i vrata čine više od 21% od ukupne površine tela, pa je potrebno razmotriti da li je neophodno izvršiti ispravku, kod određenih područja pogođenih opekotinom, primenu „pravila devetke“. Površna opekotine veća od 10% (5% - u dece), ili više od 5% ako se radi o dubokim opekotinama zahteva primenu infuzionih rastvora, bolničku negu i intenzivnu terapiju.

### Udružene opekotine
Nastaju istovremenim dejstvom nekoliko činilaca različitog uzroka - koji mogu zahvatiti jednu dve ili više anatomskih regija tela. Na primer; 
- dejstvo pare na respiratorni sistem i rožnjaču oka i kiseline na površinu kože,
- termička opekotina kože sa trovanjem ugljen-monoksidom i drugim otrovnim gasovima koji nastaju u procesu sagorevanja,
- termička opekotina kože sa pregrevanjem organizma,
- kombinacija različitih vrsta opekotina dejstvom različitih otrova itd.

### Kombinovane opekotine
Nastaju kombinacijom opekotina i nekoliko različitih uzročnika (najmanje još jednog) koji izazivaju druge vrste oštećenja. Na primer;
- Opekotina sa prelomom kostiju i nagnječenjem kože i mekih tkiva,
- Kombinacija oštećenja izazvanih puščanim i drugim zrnima i drugim vatrenim oružjem koje prati, mehanička sila, toplotno dejstvo i biološko ili radiološko dejstvo itd.

## Mehanizam nastanka
Pod uticajem toplote dolazi do:
1. Koagulacije (zgrušavanja) proteina, i to ne samo kože, nego i tkiva,
2. Tromboze krvnih sudova (kao posledice zgrušavanja krvi), što je praćeno nedovoljnim prilivom krvi, pojavom hipoksije,
3. Nekroze (izumiranja ćelija) koja prodire u dubinu tkiva, zahvatajući sve veći prostor.

Proteini iz epiderma mogu se zgrušati i na temperaturi od 50-60 oC Opekotine mogu nastati za vreme fizikalne terapije pri dugotrajnoj (nekontrolisanoj) upotrebi medicinskih aparata (solux, UV lampa, parafinske i blatne kupke itd. Ili u kućnim uslovima kod upotrebe električnih jastučića, termofora (napunjenih toplom vodom), ali i nekontrolisanom upotrebom lekovitih masti sa ekstraktom ljute paprike, (kod osoba sa nežnom kožom ili u toku aplikacije na sluzokožu).

## Klinička slika
Klinička slika opekotina manifestuje se različitim znacima i simptomima koji zavise od;
- dubine i površine oštećenog tkiva,
- hemijsko-fizičkih karakteristika izazivača (uzroka) opekotine,
- ostalih činilaca.

### Faze u razvoju kliničke slike
Eritem (crvenilo)- karakteriše crvena prebojenost i otok opečene površine. Nastaje kao posledica proširenja kapilara u koži. Javlja se kod opekotina  stepena.
Vezikula - je manja šupljina (za razliku od bule) ispunjena seroznim ili krvavim sadržajem. Nastaje odvajanjem gornjeg sloja epiderma ispod koga se stvara šupljina čiju prazninu ispunjava limfa ili krv. Spada u II ili III stepena, a kod opekotina III. stepena vezikule se mogu spajati u veće promene.
Bula – je veća šupljina u vidu balona promera 1,5 do 2 cm ili više. Javlja se uglavnom kod opekotina  stepena.
Erozija - je površina opečene kože bez epidermisa, koja obično krvari i lakše je oštećena. Ona se može pojaviti kod svih vrsta opekotina, a nastaje skidanjem izumrlih površinskih delova epiderma kože ili nakon uklanjanja mehurića.
Ulkus (čir) - liči na eroziju, ali više prodire u dubinu. Ulkus u daljem toku nastavlja prodor kroz celu dubinu tkiva, uključujući i kost.
Koagulaciona nekroza (suva nekroza). Izazvana je smrću ćelija i tkiva u zahvaćenom tkivu, od kojih se njegovim isušivanjem formira crna ili tamno-smeđa korica.
Kolikvaciona nekroza (vlažna nekroza). Karakteriše je puno mrtvog tkiva i prisustvo veće količina tečnosti u tkivima (edem) i umnožavanje bakterija (infekcija). Zahvaćena površina tela u daljem toku razvoja nekroze postaje zelenkasto-žute boje, specifičnog neprijatnog mirisa na trulež, iz kojeg izlazi velika količina zelenkaste tečnosti.
| Eitem | Bula | Erozija | Ulcus | Suva nekroza |
| ----- | ---- | ------- | ----- | ------------ |
|       |      |         |       |              |

### Sistemski efekti opekotine
Opekotina ne stvara samo lokalno oštećenje tkiva na mestu dejstva agensa, već može izazvati i složene (sistemske) reakcije organizma na povredu. Njen učinak se može podeliti u tri velike grupe;

#### Opekotinom izazvana bolest
Opekotinom izazvane bolest označava skup znakova i simptoma koji se javljaju kao odgovora organizma na toplotnu povredu. Ovo stanje nastaje; 
- Ako je površna tela zahvaćena opekotinom, veća od 30% u odraslih
- Kod dubokih opekotina (III i IV stepena), ako je površna tela zahvaćena opekotinom veća od 10% u odraslih i 5% u dece
- Kod hroničnih bolesnika (sa oportunističkom infekcijom) bolest se može razviti kod dubokih opekotina, ako je površna tela zahvaćena opekotinom 3%.

Postoje četiri glavne faze u razvoju poremećaja u opekotinom izazvane bolesti::
- Faza hipovolemijskog šoka. Traje 12-48 časa a kod teških do 72 časa. Glavi uzrok i pokretački mehanizam šoka je hipovolemija, prvenstveno zbog oštećenja mikrocirkulacije, koja dovodi do abnormalne preraspodele protoka krvi u organizmu.
- Faza akutne toksemije. Traje od 3 do 12 dana, najčešće - 8-9 dana nakon pojave infekcije, kao rezultat promena u krvi nastalih raspadnim proizvodima tkiva, bakterija i njihovih toksina.
- Faza septikemje. Nastaje sa pojavom gnojnih promena u rani, pre početka hirurškog lečenje. Traje od nekoliko nedelja do nekoliko meseci kao reakcija ćelija na aktivnost mikroflore koja se razvija u hirurški neobrađenoj rani.
- Faza oporavka. Počinje posle lečenja i zatvaranje rana izazvanih opekotinom. Rana se nakon obrade (debridman) prekriva granulacionim tkivom ili epitelizuje, u zavisnosti od dubine razorenog tkiva. Takođe se bolest može komplikovati raznim poremećajima koji mogu biti; lokalni ili opšti, primarni i sekundarni, rani ili kasni. Kao najčešće komplikacije u literaturi se navode; limfadenitis, gnojni celulitis, apsces, gangrena ekstremiteta.[28]

#### Endogena intoksikacija
Endogena intoksikacija – je kompleks simptoma koji nastaju kao rezultat akumulacije proizvoda metabolizma čiji nivo raste zbog neadekvatnih funkcija mikrocirkulacije jetre i bubrega, i veštački izazvanih poremećaja intenzivnim lečenjem i otklanjanjem proizvoda nastalih degradacijom oštećenog tkiva. Bez obzira na etiološki faktor koji je izazvao povredu simptomi intoksikacije imaju zajedničke karakteristike i kliničke manifestacije.
Endogena intoksikacija u organizmu nakon opekotine nastaje zbog:
- Retencije (zadržavanja) - krajnjih proizvoda metabolizma zbog narušenog procesa njihove eliminacije iz organizma.
- Resorpcije - kao posledica masivne produkcije i naknadne resorpcije u organizmu nagomilanih proizvoda raspadanja tkiva;
- Razmene - kao rezultat poremećaja intracelularne homeostaze i akumulacije sekundarnih metabolita.
- Infekcije - kao rezultat dejstva stvorenih otrovnih produkata, infektivnog porekla.

Toksični proizvodi, u neizmenjenom obliku, dospevaju do zdravih ćelija, izazivajući poremećaj njihovog metabolizma. Poremećaj u ćelijama prati produkcija intraćelijskih bioaktivnih supstanci uglavnom vazoaktivne prirode, koji izazivaju u tkivima progresivno povećanje toksičnih metabolita, koji igraju značajnu ulogu u pokretanju mehanizama patoloških procesa. Poremećaj regulacije glavnih funkcija organizma dovodi do oštećenja bioloških barijera i procesa apsorpcije u gastrointestinalnom traktu, što kao krajnji rezultat dovodi do značajne dezintegracije ljudskog tela.

#### Opekotinom izazvana infekcija i sepsa
Opekotina stimuliše i pokreće sve aktivnosti imunskog sistema. Međutim zbog nagomilavanje brojnih nusproizvoda (metabolita) tkiva i masovne bakterijske agresije na organizam, preko opekotinom oštećene kože dolazi do slabljenja svih funkcija imunskog sistema, a zbog nastanka sekundarne imunodeficijencije organizam postaje ranjiv na uticaje mikroflore.
Na početku bolesti, opekotina stimuliše leukocitozu u kojoj broj leukocita varira, od 14-20x10 9 u prve tri nedelje bolesti uz postepeni pad broja leukocita koji je često i po izlasku iz bolnice veći nego kod zdravih osoba. 
Veoma nizak nivo od ukupnog broja limfocita u krvi evidentira se i nakon 21-30 dana bolesti.U pozadini povećanja ukupnog broja leukocita javlja se značajno smanjenje procenta limfocita u svim periodima posmatranja (najviše izražen između 14-21 dana), koji korelira sa brojem limfocita i težinom opekotinom izazvane bolesti. Nakon 3-4 dan imunodeficijencija kako T-limfocita tako i humoralnog imuniteta, čija težina promena direktno zavisi od stepena toplotnog oštećenja. Istraživanja su pokazala značajno smanjenje u krvi apsolutnog i relativnog broja T-limfocita a takođe i svih grupa Ig. Promena odnosa Th/TC i pouzdan rast IgM u krvi ukazuje na razvoj autoimunog procesa u organizmu kod teških opekotina.
Kod oko 70% slučajeva razvija se bakteriemija, a kod pojedinih bolesnika i sepsa zbog prisustva mikroba u krvi i endotoksina bakterijskog i tkivnog porekla. Opekotina je primarno kontaminirana mikroorganizmima čiji je broj manji od 102 u 1 g tkiva ako je rana hirurški čista, ali za 5 dana dostiže nivo od 105-106u 1 g tkiva - što predstavlja kritičan nivo, za nastanak poremećaja u organizmu izazvan invazijom bakterija u duboke slojeve rane i usporavanje procesa demarkacije što stvara uslove za razvoj infekcijom izazvanih komplikacija. Zagađenja zavisi od prirode nekroze - kod mokre nekroze, ona je veća. Ako je količina mikroba u telu u 1 g tkiva premašuje 108, pojava sepse se ne može izbeći, što potvrđuju i klinički znaci i bez primene drugih dijagnostičkih metoda. Priroda flore zavisi od lokalizacije opekotine: kod lezija gornjih delova tela najčešće u flori dominiraju - gram-pozitivne bakterije (streptokoke i stafilokoke), a kod lezije donje polovine - gram-negativne bakterije.

## Lečenje
Lečenje opekotina je dugotrajno i složeno, a ishod često neizvestan i sa brojnim funkcionalnim, estetskim i psihičkim posledicama. Poseban problem predstavljaju teške opekotine koje imaju veliki medicinski, socijalni i ekonomski značaj. Kompleksnost lečenja proističe iz brojnih poremećaja koji nastaju kako na nivou opekotinskih rana, tako i na nivou sistemskih poremećaja.
Zato terapija teških opekotina spada u grupu najtežih u kliničkoj medicini. Njihovo lečenje najčešće zahteva velike napore i multidisciplinarni pristup zdravstvenih radnika, široku paletu lekova i drugim farmaceutskih proizvoda. Zato su ova lečenja veoma skupa a proces rehabilitacije i resocijacije dugotrajan i složen.
Američko udruženje za opekotine i Američki koledž hirurga 1999. postavilo je kriterijume za razvrstavanje (trijažu), početno lečenje i bolničko lečenje opekotina, koji su danas opšte prihvaćeni u mnogim zemljama sveta:
- lake opekotine leče se ambulantno,
- srednje teške i teške opekotine u bolničkim uslovima,
- deo teških opekotina u specijalizovanim ustanovama.

### Faze u lečenju opekotina
Proces lečenje teških opekotina prolazi kroz nekoliko faza:
Samopomoć, uzajamna pomoć i prva pomoć;
- Neutralisati dejstvo agensa koji je uzrokovao opekotinu a povređenog ukloniti sa mesta povređivanja,
- Rane nekoliko minuta ispirati mlakom vodom, a ukoliko se radi o manjoj opekotini, poželjno je hlađenje rane, Kod hemijskih opekotina, ispiranje ima još veći značaj i treba da traje duže, do jednog sata kod opekotina kiselinama, a 1−3 sata kod opekotina alkalijama,
- Sa povređenog treba ukloniti odeću, obuću, nakit i svi predmete koji stežu, jer oni nakupljaju toplotu i pogoršavaju stepen oštećenja. Ako je odeća jako slepljena za telo, ne treba nasilno da se skida,
- Povređene regije treba da se pokriju čistim čaršavom ili prvim zavojem za opekotine,
- Na rane ne treba stavljati nikakve tečnosti, masti ili kreme,

Opšta medicinska pomoć
- Pri prvom kontaktu sa povređenim, treba da se notiraju važni podaci o mehanizmu povređivanja (vrsta agensa, mesto i vreme povređivanja) i samom bolesniku (telesna masa, postojanje težih bolesti i slično),
- Odredi ukupnu površinu opekotine, Land-Brovder-ovom tablicom koja je jednostavna za upotrebu i najpreciznija,
- Radi redukcije gubitka tkivnih tečnosti, kod većih opekotina, donji ekstremiteti se postavljaju u uzdignuti položaj, a ukoliko opekotina to dopušta u elevaciju treba da se postavi i glava i grudni koš.
- Kod većih opekotina potrebna je oksigenoterapija, najbolje preko nazalnog katetera.
- Ukoliko se sumnja u inhalacionu povredu, treba blagovremeno da se uradi endotrahealna intubacija,
- Povređenom se daje i ostala simptomatske terapija i ukoliko je procenat opečene površine veći od 10% upućuje se na bolničko lečenje.

Specijalističko lečenje
- Nadoknada tečnosti,
- Sprečavanje nastanka šoka,
- Borba protiv infekcije,[32]
- Hirurška primarna i sekundarna obrada opekotina,
- Presađivanje kože i estetska hirurgija ožiljnog tkiva,
- Fizikalna terapija

### Hiperbarična oksigenoterapija
Opekotine je multifaktorijalna povreda koju prati otok, hipoksija i sklonost teškim infekcijama. Primena kiseonika pod povišenim pritiskom može značajno popraviti ove poremećaje. Brojne studije pokazuju da primena HBOT;
- skraćuje lečenje za dve ili više nedelja od klasičnog načina lečenja,(19,7:43,8 dana),[36]
- smanjuje potrebu za operativnim lečenjem,
- jača odbrambene sposobnosti organizma i uvećava leukocitozu,
- ubrzava zarastanje rana i neovaskularizaciju, mladim krvnim sudovima,
- dubina opekotine se brže smanjuje,
- manji je gubitak tečnosti iz organizma,
- otoci se brže povlače i manje su izraženi,
- smanjuje se zapaljenska reakcija,
- smanjuje smrtnost, troškove lečenja i rehabilitacije.

## Komplikacije
| Opečena površina | Smrtnost |
| ---------------- | -------- |
| <10%             | 0,6%     |
| 10–20%           | 2,9%     |
| 20–30%           | 8,6%     |
| 30–40%           | 16%      |
| 40–50%           | 25%      |
| 50–60%           | 37%      |
| 60–70%           | 43%      |
| 70–80%           | 57%      |
| 80–90%           | 73%      |
| >90%             | 85%      |
| Inhalacione      | 23%      |

 Gubitak tečnosti 
Nakon velikih opekotina iz povređenog tkiva oslobađaju se kateholamini i nastaje relativna hipovolemija (smanjenje volumena tečnosti u organizmu), što dovodi do porasta otpora u perifernoj cirkulaciji koji utiče na ubrzani rad srca. U otprilike 24 časa nakon opekotine bolesnik mora primiti dovoljnu količinu tečnosti (infuzijom) kako bi se normalizovao rad srca, ispunile potrebe uvećanog metabolizma, i sprečila pojava hipovolemijskog šoka, koji je propratna pojava kod opekotina.
Infekcija
Jedna od glavnih komplikacija opekotina je infekcija. Barijeru kože zamjenjuje demarkacioni sloj između zdravog i oštećenog tkiva, koji karakteriše pojačana vlažnost, velika količina belančevina i okruženje bez cirkulacije što pogoduje rastu mikroba. Migracija odbrambenih ćelija u područje povrede je ometeno, a produkcija toksina sprečava imunski odgovor organizma. Narušena cirkulacija ometa i dejstvo antibiotika. Na pojavu infekcije i njen intenzitet utiču sledeći faktori: površina opekotine (> 30%), starost, akutne i hronične bolesti i druga stanja u organizmu opečenog (šećerna bolest, viremija, tumori, rezistencija na antibiotike itd).
Tetanus.
Opekotine su sklone pojavi tetanusu. Revakcinacija protiv tetanusa je obavezna, ako opečeni nije vakcinisan u posljednjih 5 godina.
Prekid cirkulacije
Opekotine udova, zavisno od lokalizacije, dovode do jakog otoka koji ozbiljno remeti cirkulaciju u zahvaćenom području i često zahteva hitnu hiruršku intervenciju.
Akutna nekroza bubrega
Nekroza bubrega jedna je od težih komplikacija opekotina, koja nastaje zbog začepljenja bubrežnih kanala taloženjem oslobođenog mioglobina i hemoglobina iz toplotom oštećenih mišića i crvenih krvnih zrnaca.

## Prognoza
Smrtnost kod hipertermičke povrede zavisi od veličine i dubine opekotine, starosti bolesnika, prethodnih zdravstvenih problama bolesnika i efikasnosti lečenja kako u ranom tako i u kasnom stadijumu bolesti.
Ipak najvažniji činilac u prognozi hipertermičke povrede je njena veličina, koja je dovela do oštećenja pune debljine kože. Prema nekim istraživanjima nijedan bolesnik preko 60 godina života nije preživeo opekotinu koja je bila veća od 30% površine tela. Dok drugi autori navode da opekotina koja zahvata 10% površine tela može prouzrokovati smrt malog deteta.
Opšte uzeto, u hirurgiji se smatra da opekotina od 50% površine daje prethodno zdravoj osobi oko 50% verovatnoće da preživi. Tako ako se procenat površine bolesnikove opekotina drugog stepena, podeli sa 4 i doda procenat površine opekotine trećeg stepena, ona se vrednost „35“ može uzeti kao površina sa kojom postoji ista verovatnoća da će bolesnik ostati živi, ili da će umreti. Retko se dešava da bolesnik sa 50% opečene kože pune debljine preživi.
Danas sve više bolesnika sa prostranim opekotinama nadživi period šoka, a možda i još jednu eventualno dve nedelje od nastanka opekotine. Mnogi od njih umiru kasnije zbog komplikacija navedenih u prethodnom poglavlju. Zato je nezahvalno prvih dana davati bilo kakvu prognozu i tvrditi da će bolesnik ostati živ. Prognoza se može dati tek nakon 30 dana, ako bolesnik odlično izgleda.

## Galerija
Opekotine nastale hemijskim sredstvima
Opekotine nastale radijacijom

## Literatura
- Herndon D., ур. (2012). „Chapter 10: Evaluation of the burn wound: management decisions”. Total burn care (4th изд.). Edinburgh: Saunders. стр. 127-. ISBN 978-1-4377-2786-9.
- Buttaro, Terry (2012). Primary Care: A Collaborative Practice. Elsevier Health Sciences. стр. 236—. ISBN 978-0-323-07585-5.
- Tintinalli, Judith E. (2010). Emergency Medicine: A Comprehensive Study Guide (Emergency Medicine (Tintinalli)). New York: McGraw-Hill Companies. стр. 1374—1386. ISBN 978-0-07-148480-0.
- Marx, John (2010). „Chapter 140: Electrical and Lightning Injuries”. Rosen's emergency medicine : concepts and clinical practice (7th изд.). Philadelphia: Mosby/Elsevier. ISBN 978-0-323-05472-0.
- Brunicardi, Charles (2010). „Chapter 8: Burns”. Schwartz's principles of surgery (9th изд.). New York: McGraw-Hill, Medical Pub. Division. ISBN 978-0-07-154769-7.
- Song, David (5. 9. 2012). Plastic surgery. (3rd изд.). Edinburgh: Saunders. стр. 393.e1. ISBN 978-1-4557-1055-3.
- Herndon D., ур. (2012). „Chapter 1: A Brief History of Acute Burn Care Management”. Total burn care (4th изд.). Edinburgh: Saunders. стр. 1—. ISBN 978-1-4377-2786-9. Архивирано из оригинала 09. 11. 2014. г. Приступљено 09. 02. 2014.
- Knighton, D.; Silver, I.; Hunt, T. K. (1981). „Regulation of wound healing angiogenesis:effect of oxygen gradients and inspired oxygen concentration.”. Surgery. 90 (2): 262—270. PMID 6166996..
- Meltzer, T.; Meyers, B. (1986). „The effect of hyperbaric oxygen on the bursting strength and rate of vascularisation of skin wounds in the rat.”. Am Surg. 52 (12): 659—662. PMID 2431639..

## Spoljašnje veze
- „Verbrennungen, Verbrühungen”. Архивирано из оригинала 19. 11. 2010. г. Opekotine i oparotine dece
- „Website for St Andrew's Centre, Chelmsford, Essex :the largest Burns Unit in England”. Архивирано из оригинала 29. 04. 2014. г.
- „American Burn Association”. Архивирано из оригинала 21. 02. 2009. г.
- „VMA Beograd, Klinika za opekotine”. Архивирано из оригинала 14. 11. 2011. г.

|  | Molimo Vas, obratite pažnju na važno upozorenje u vezi sa temama iz oblasti medicine (zdravlja). |